# Antigoni Drismbioti
Antigoni Drismbioti (gr. Αντιγόνη Ντρισμπιώτη; ur. 21 marca 1984 w Karditsie) – grecka lekkoatletka specjalizująca się w chodzie sportowym, dwukrotna olimpijka.
Sześciokrotna mistrzyni Grecji w chodzie sportowym: na 20 km (2018, 2020) i na 35 km (2021, 2022) oraz w hali na dystansie 3000 m (2020, 2021).

## Osiągnięcia
| Rok  | Impreza                                          | Miejsce        | Konkurencja            | Pozycja     | Wynik   |
| ---- | ------------------------------------------------ | -------------- | ---------------------- | ----------- | ------- |
| 2003 | Puchar Europy w chodzie sportowym                | Czeboksary     | chód na 10 km juniorów | 16. miejsce | 51:18   |
| 2013 | Igrzyska śródziemnomorskie                       | Mersin         | chód na 20 km          | 3. miejsce  | 1:41:53 |
| 2013 | Mistrzostwa świata                               | Moskwa         | chód na 20 km          | 28. miejsce | 1:33:42 |
| 2014 | Mistrzostwa Europy                               | Zurych         | chód na 20 km          | 24. miejsce | 1:35:54 |
| 2015 | Puchar Europy w chodzie sportowym                | Murcja         | chód na 20 km          | 27. miejsce | 1:35:00 |
| 2016 | Drużynowe mistrzostwa świata w chodzie sportowym | Rzym           | chód na 20 km          | 39. miejsce | 1:34:11 |
| 2016 | Igrzyska olimpijskie                             | Rio de Janeiro | chód na 20 km          | 15. miejsce | 1:32:32 |
| 2017 | Puchar Europy w chodzie sportowym                | Podiebrady     | chód na 20 km          | –           | DNF     |
| 2017 | Mistrzostwa świata                               | Londyn         | chód na 20 km          | 24. miejsce | 1:32:03 |
| 2018 | Mistrzostwa Europy                               | Berlin         | chód na 20 km          | 13. miejsce | 1:32:16 |
| 2019 | Puchar Europy w chodzie sportowym                | Olita          | chód na 20 km          | 9. miejsce  | 1:33:22 |
| 2019 | Mistrzostwa świata                               | Doha           | chód na 20 km          | 22. miejsce | 1:38:56 |
| 2021 | Drużynowe mistrzostwa Europy w chodzie sportowym | Podiebrady     | chód na 35 km          | 1. miejsce  | 2:49:55 |
| 2021 | Igrzyska olimpijskie                             | Tokio          | chód na 20 km          | 8. miejsce  | 1:31:24 |
| 2022 | Drużynowe mistrzostwa świata w chodzie sportowym | Maskat         | chód na 20 km          | 6. miejsce  | 1:34:54 |
| 2022 | Mistrzostwa świata                               | Eugene         | chód na 35 km          | 4. miejsce  | 2:41:58 |
| 2022 | Mistrzostwa Europy                               | Monachium      | chód na 20 km          | 1. miejsce  | 1:29:03 |
| 2022 | Mistrzostwa Europy                               | Monachium      | chód na 35 km          | 1. miejsce  | 2:47:00 |
| 2023 | Drużynowe mistrzostwa Europy w chodzie sportowym | Podiebrady     | chód na 20 km          | 1. miejsce  | 1:29:17 |
| 2023 | Mistrzostwa świata                               | Budapeszt      | chód na 20 km          | 15. miejsce | 1:30:19 |
| 2023 | Mistrzostwa świata                               | Budapeszt      | chód na 35 km          | 3. miejsce  | 2:43:22 |
| 2024 | Mistrzostwa Europy                               | Rzym           | chód na 20 km          | 16. miejsce | 1:33:38 |
| 2024 | Igrzyska olimpijskie                             | Paryż          | chód na 20 km          | 22. miejsce | 1:31:33 |

## Rekordy życiowe w chodzie sportowym
- chód na 20 km – 1:28:12 (12 lutego 2023, Melbourne) – rekord Grecji
- chód na 35 km – 2:41:58 (22 lipca 2022, Eugene) – rekord Grecji
- chód na 3000 m w hali – 12:18,26 (18 lutego 2023, Pireus) – rekord Grecji